# Jean-Marie Mengue
Pour les articles homonymes, voir Mengue.
Jean-Marie Mengue est un sculpteur français, né à Bagnères-de-Luchon le 30 décembre 1855 et mort le 24 septembre 1939 à Biarritz.

## Biographie
Jean-Marie Mengue fait partie du groupe des Toulousains formé par Alexandre Falguière à l'École des beaux-arts de Paris aux côtés, entre autres, d'Antonin Mercié, Laurent Marqueste, Victor Segoffin et Auguste Seysses.
Nombreuses sont ses statues de marbre blanc qui ont orné les rues de Bagnères-de-Luchon.
Mengue est nommé chevalier de l'ordre national de la Légion d'honneur par décret du 11 octobre 1906.
Il est l'arrière grand-père du philosophe Philippe Mengue (né en 1941).

## Œuvres dans les collections publiques
- Bagnères-de-Bigorre

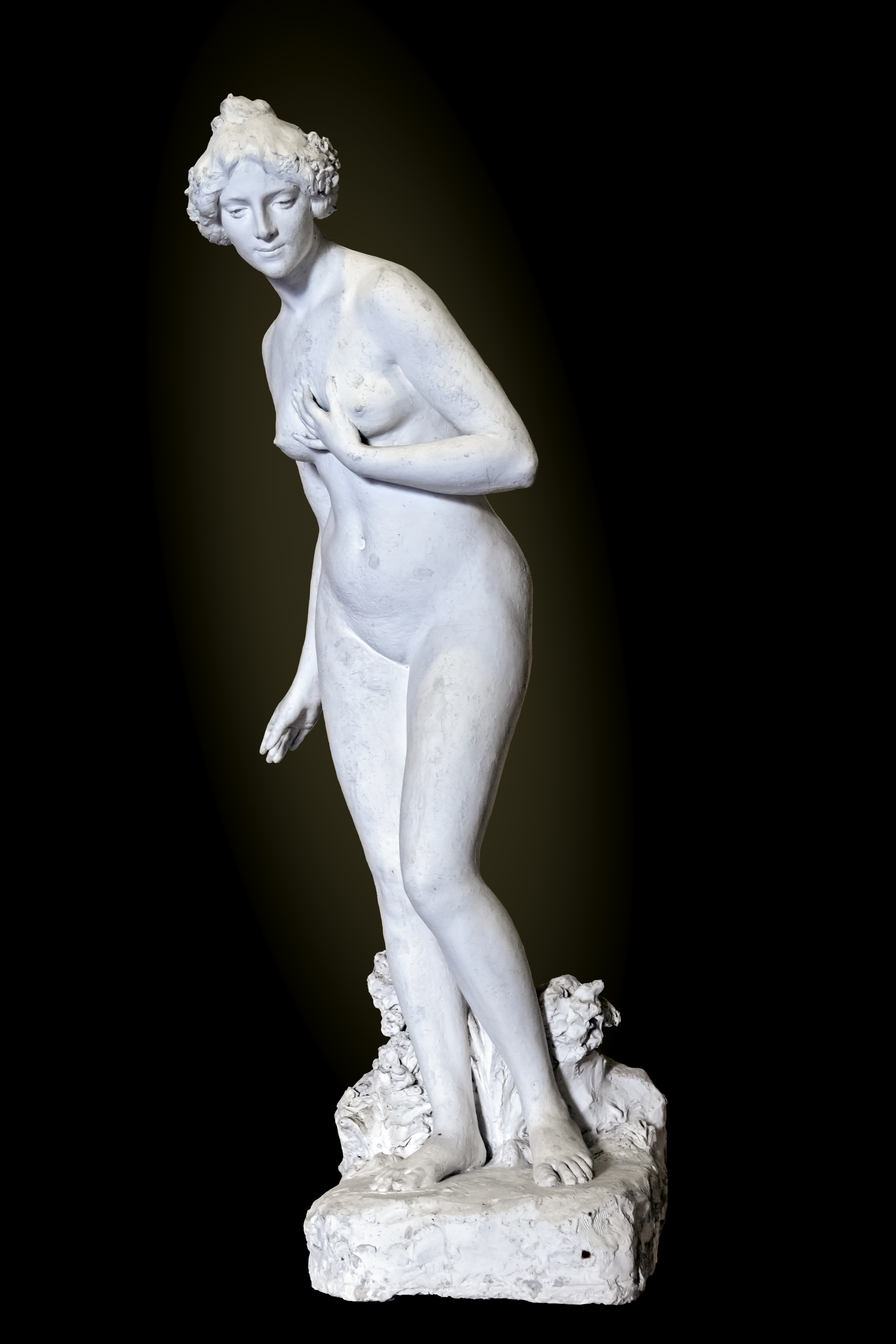
Vallée du Lys (1900), plâtre, musée des Augustins de Toulouse.

  - Musée Salies : La rieuse, buste en marbre
  - Musée de la Vie Quotidienne dans les Pyrénées (Collection Musée Salies) :
    - Buste de Philadelphe de Gerde, terre cuite, années 1890
    - Le Soir, plâtre, Salon de 1904
    - Jeune berger pyrénéen, pierre reconstituée
    - L'alpiniste, plâtre
- Bagnères-de-Luchon :
  - cimetière : Catherine Mengue, buste en bronze.
  - cours des Quinconces :
    - Caïn et Abel, groupe en marbre, médaille d'or hors-concours au Salon de 1896.
    - Vallée du Lys, 1903.

  - musée du Pays de Luchon : Catherine Mengue, buste en bronze.
  - parc des Quinconces : Marcel Spont, 1906, buste en bronze.
  - thermes : La Baigneuse.
  - Monument aux morts, bronze.
- Paris : Miroir d'eau, la Seine et ses affluents, fontaine commencée par François-Raoul Larche et achevée par Jean-Marie Mengue[4].
- Saint-Mamet : Bernard Sarrieu, médaillon en bronze, 1936.
- Toulouse, musée des Augustins :
  - Caïn et Abel, groupe en plâtre, 1894 ;
  - Vallée du Lys, plâtre, 1900.

## Salons
- 1886 : Icare, marbre, exempté et récompensé par une médaille de deuxième classe (no 4286).
- 1887 : Source des Pyrénées, plâtre, récompensé par une médaille de troisième classe (no 4297).
- Salon des artistes français de 1910 : La Cigale.

Œuvres de Jean-Marie Mengue
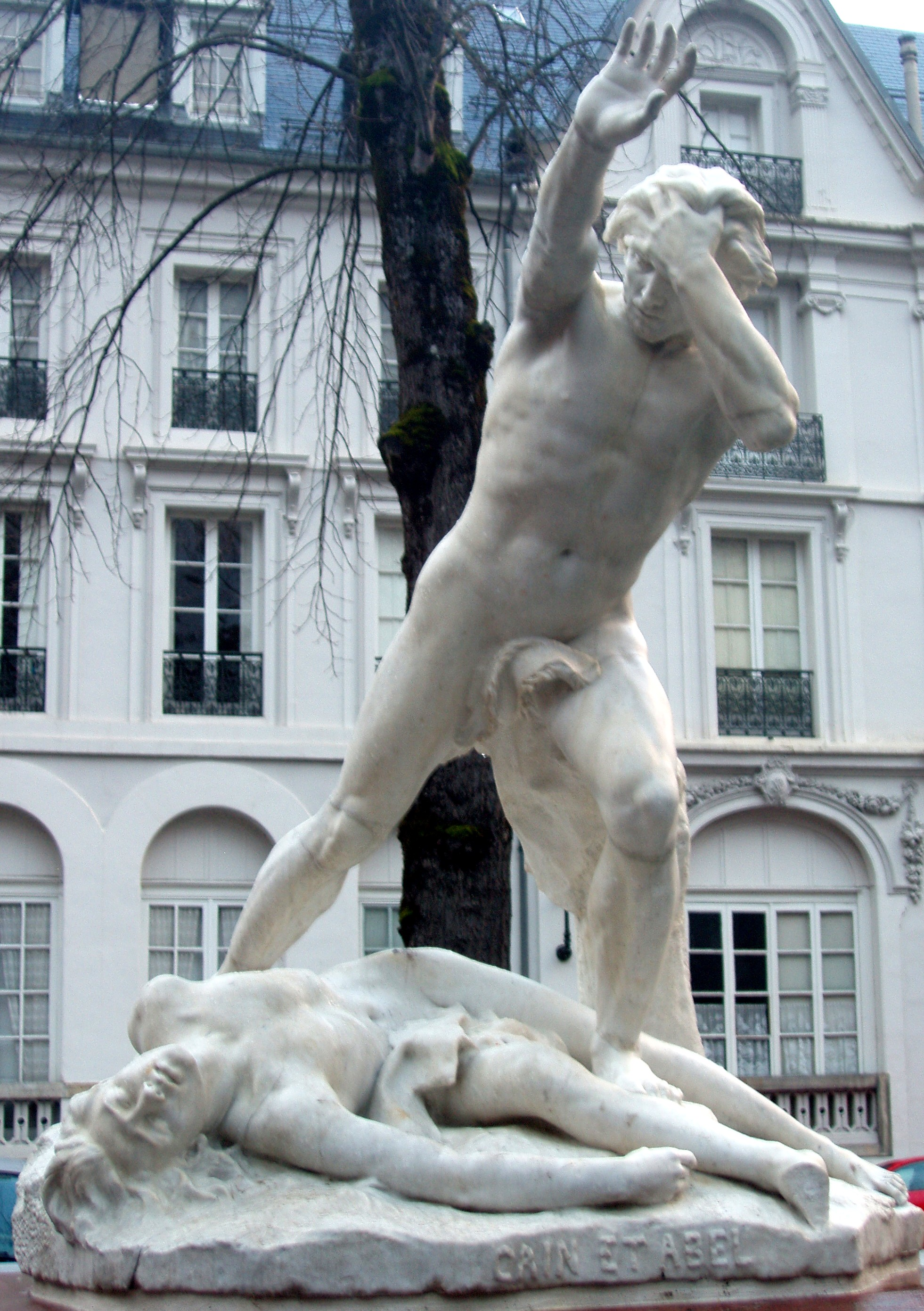
Caïn et Abel (1896), à côté des thermes de Bagnères-de-Luchon.
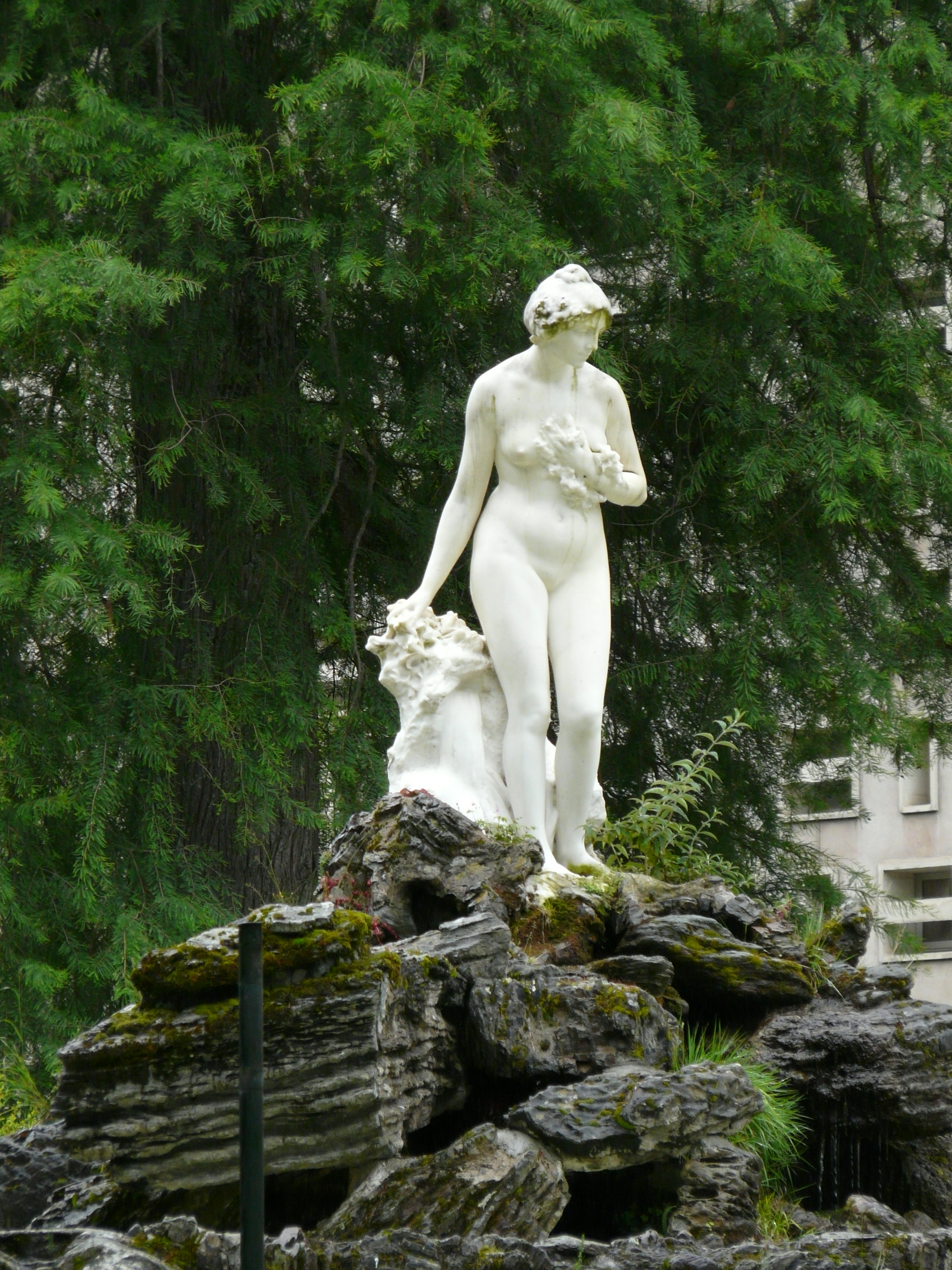
Vallée du Lys (1903), cours des Quinconces, Bagnères-de-Luchon.
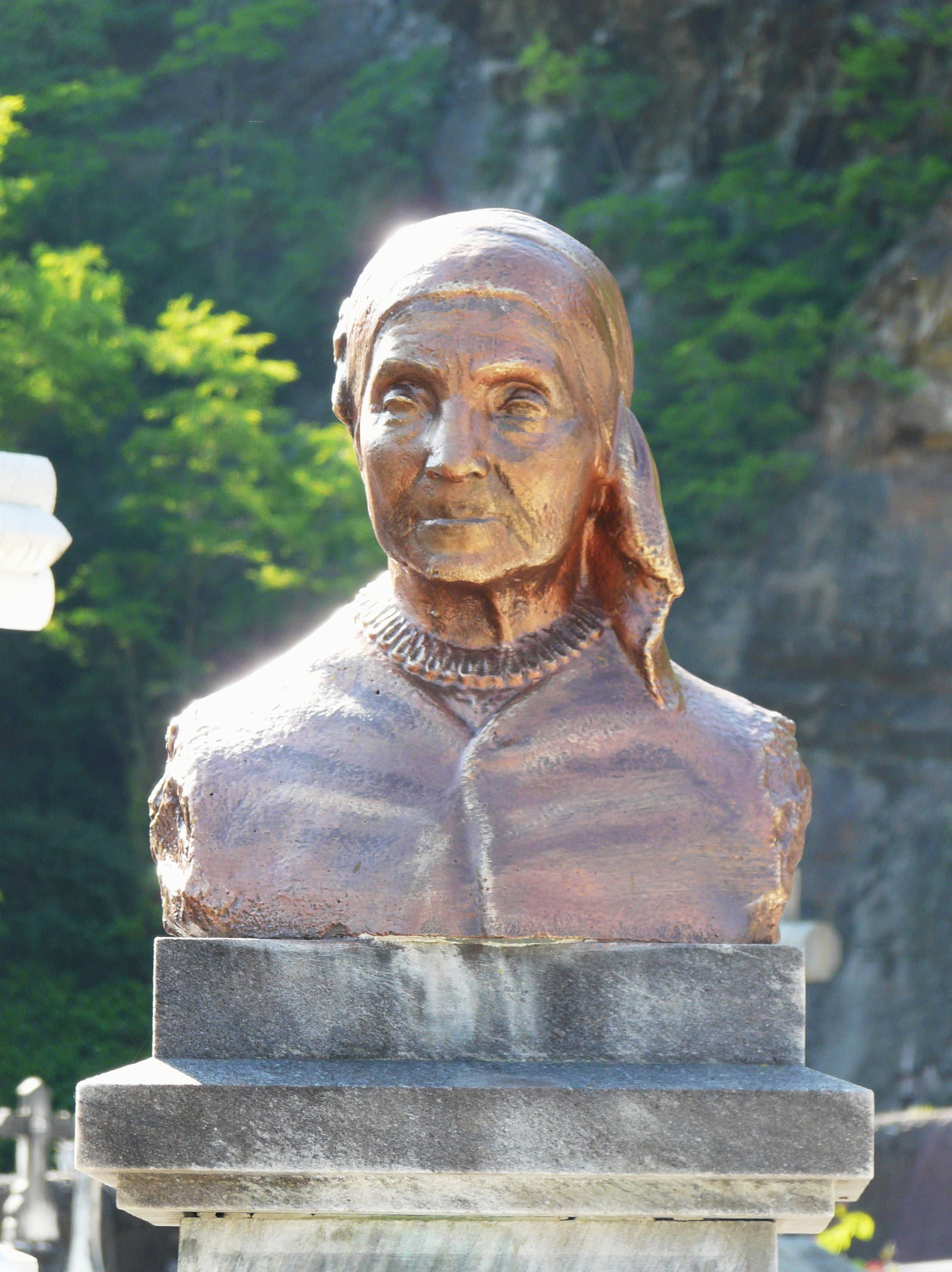
Catherine Mengue, cimetière de Bagnères-de-Luchon.
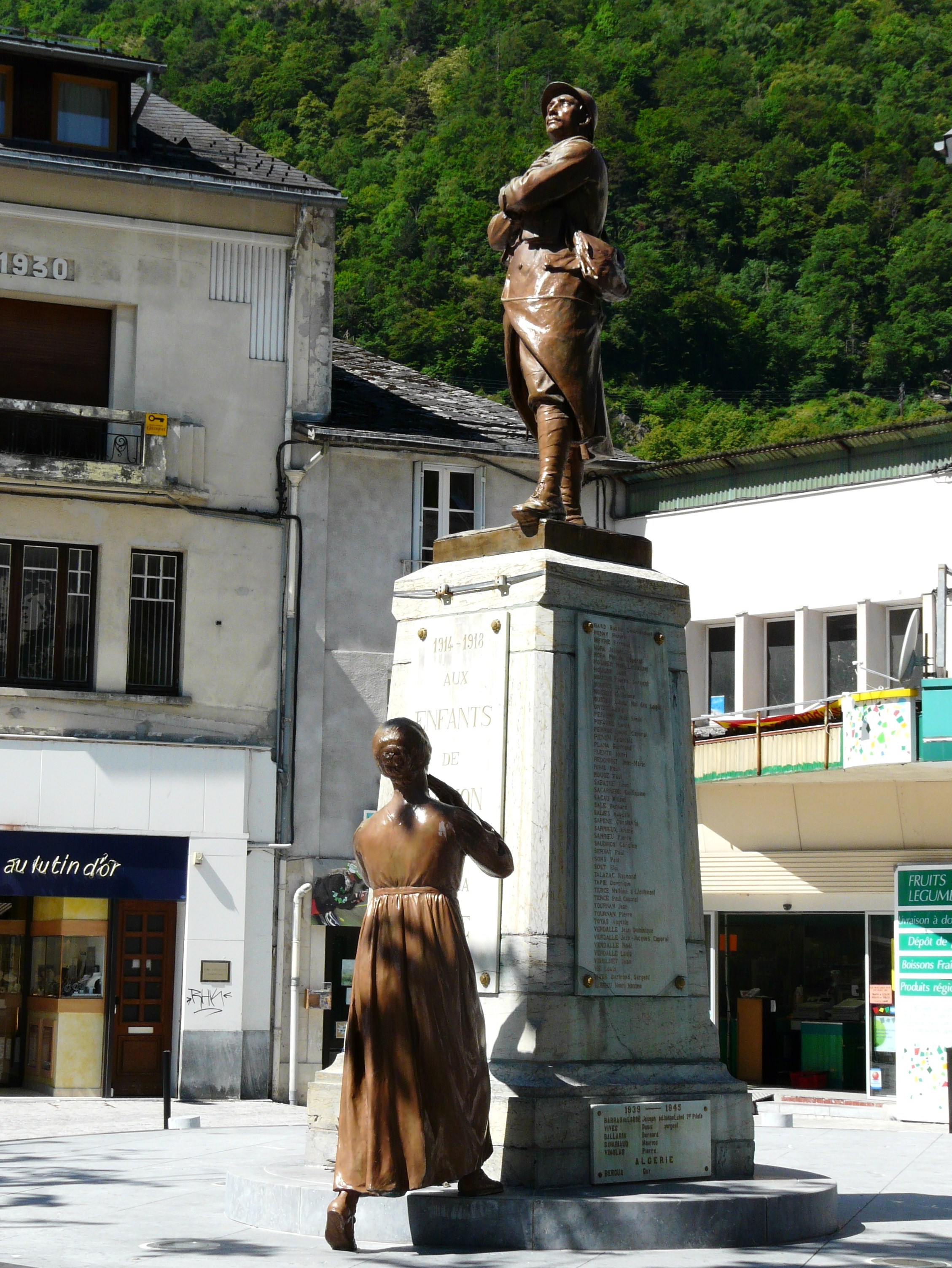
Monument aux morts, Bagnères-de-Luchon.
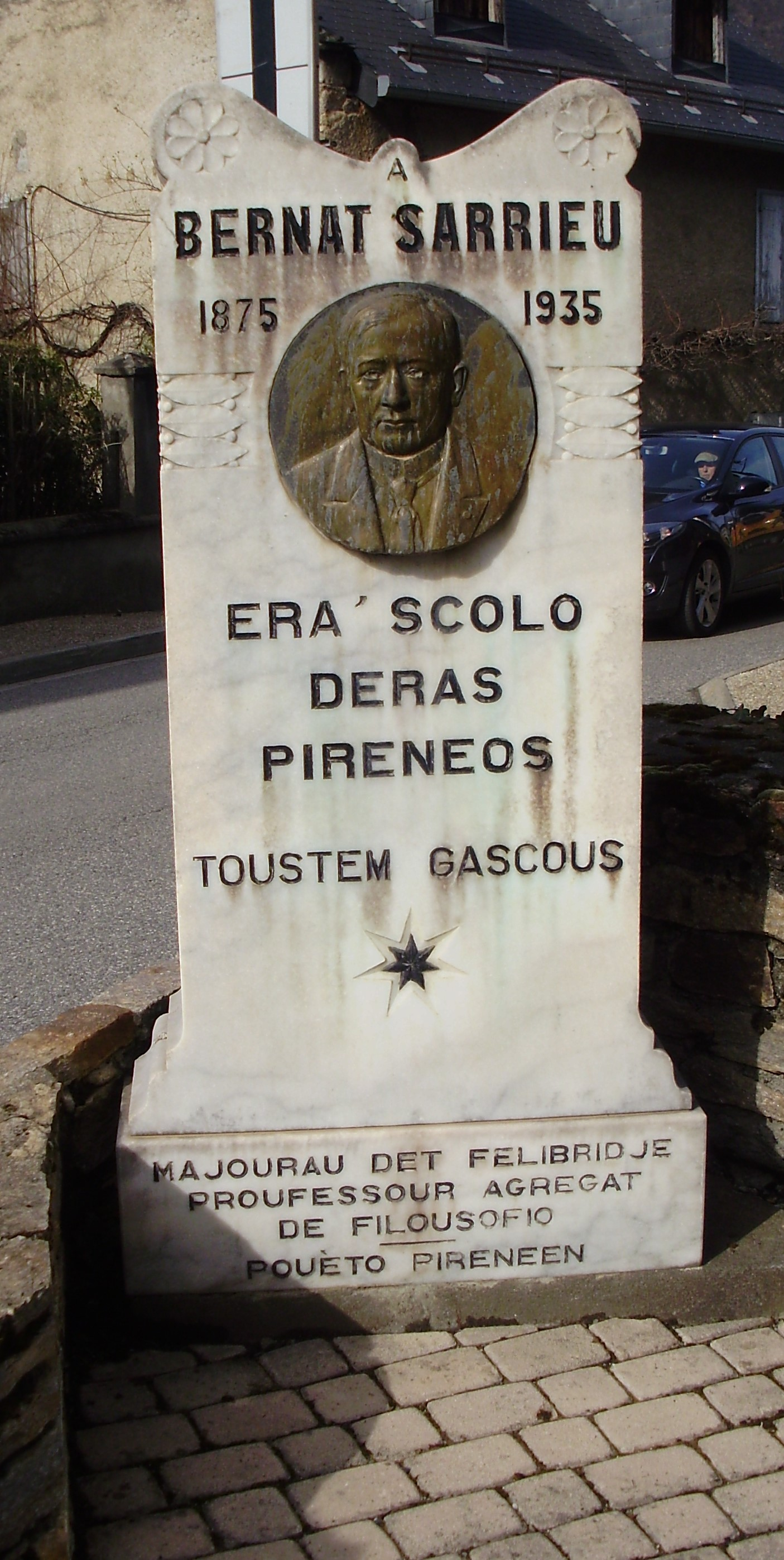
"Stèle de Bernard Sarrieu à Saint-Mamet,

## Hommage
Un Monument au sculpteur Jean-Marie Mengue, buste en bronze érigé sur les allées d'Étigny à Bagnères-de-Luchon, a été réalisé en 1954 par le sculpteur Gaston Petit (1890-1984).